# Bulgan gol
Bulgan gol (mongolsky Булган гол) na dolním toku Urungu je řeka v Mongolsku (Bajanölgijský, Chovdský ajmag) a v ČLR (Sin-ťiang). Je přibližně 700 km dlouhá, z čehož je 250 km na území Mongolska. Povodí má rozlohu přibližně 50 000 km².

## Průběh toku
Pramení v horách Mongolského Altaje a na území Mongolska teče převážně v úzké a hluboké dolině. Na území ČLR protéká Džungarskou rovinou a na dolním toku silně meandruje. Má bystrý proud, klikaté řečiště a písčité dno. Ústí střídavě do jezer Baganur nebo Ulungur.
Při dolním toku protéká širokým údolím zbrázděným roklemi. Po dně údolí jsou roztroušeny velké jívové, topolové, jilmové a olivové háje a houštiny rákosí.

## Vodní stav
V létě dochází k povodním. V zimě řeka zamrzá. Průměrný roční průtok vody na dolním toku činí 45 m³/s.

## Využití
Využívá se k zavlažování. Na horním toku se vyskytují bobři.